# Resch Center
Resch Center är en inomhusarena i den amerikanska staden Green Bay i delstaten Wisconsin och ingår i det större arenakomplexet Resch Center Complex som innefattar även Brown County Veterans Memorial Arena och Shopko Hall, komplexet ligger över gatan från Lambeau Field, som är hemmaarena för Green Bay Packers i National Football League (NFL). Den har en publikkapacitet på mellan 5 500 och 10 200 åskådare beroende på arrangemang. Inomhusarenan började byggas i den 30 juni 2000 och öppnades den 24 augusti 2002. Den ägs av Brown County och underhålls av PMI Entertainment Group. Resch används primärt som hemmaarena för ishockeylaget Green Bay Gamblers i United States Hockey League (USHL) och för University of Wisconsin-Green Bays idrottsförening Green Bay Phoenixs basketlag  som spelar i National Collegiate Athletic Association (NCAA).